# Zidul (film)
Zidul este un film românesc din 1975 regizat de Constantin Vaeni. Rolurile principale au fost interpretate de actorii Gheorghe Dinică și Gabriel Oseciuc.

## Rezumat
La începutul anilor 1940, Victor (Gabriel Oseciuc) este un tânăr comunist care se ascunde câteva luni într-o încăpere zidită pentru a tipări de unul singur ziarul clandestin de propagandă comunistă România liberă.

## Distribuție
Distribuția filmului este alcătuită din:
- Gheorghe Dinică — ing. Savu, căpitan în Biroul 2 al Armatei, ilegalist comunist
- Gabriel Oseciuc — Victor Uțu, muncitor tipograf, ilegalist comunist
- Victor Rebengiuc — maior în cadrul Gestapo, de meserie arhitect
- Cornelia Pavlovici — Maria, cusătoreasă, iubita lui Victor
- Mitică Popescu — Manea, zidar, ilegalist comunist
- Nicolae Radu — nea Matei, fost coleg de serviciu cu tatăl lui Victor, ilegalist comunist
- Constantin Vaeni — Mihai, muncitor tipograf, ilegalist comunist
- George Mihăiță — Sile, vatman la STB, ilegalist comunist
- Elena Sereda — mama lui Victor
- Mircea Anghelescu — medic psihiatru, profesor universitar
- Theo Partisch — muzicianul orb, agent al Gestapoului
- Ion Frangopol
- Aurel Grușevschi — agent al Siguranței
- Ileana Stana Ionescu — mama Mariei
- Nicolae Prodănescu
- Victor Ștrengaru — agentul de licitație
- Traian Petruț
- Gheorghe Măicănescu
- Gheorghe Novac
- Paul Simion — copil
- Carmen Cercelescu — copil
- Marius Munteanu — copil

## Producție
Filmările au avut loc în perioada 15 iulie – 1 octombrie 1974. Cheltuielile de producție s-au ridicat la 2.632.000 lei.

## Primire
Filmul a fost vizionat de 2.129.447 de spectatori în cinematografele din România, după cum atestă o situație a numărului de spectatori înregistrat de filmele românești de la data premierei și până la data de 31 decembrie 2014 alcătuită de Centrul Național al Cinematografiei.